# Junghans
la Junghans, o Junghans Uhren GmbH,  è un'azienda tedesca produttrice di orologi fondata a Schramberg nella Foresta Nera nel 1861. Con oltre 3000 dipendenti è stata la più grande al mondo.

## Storia

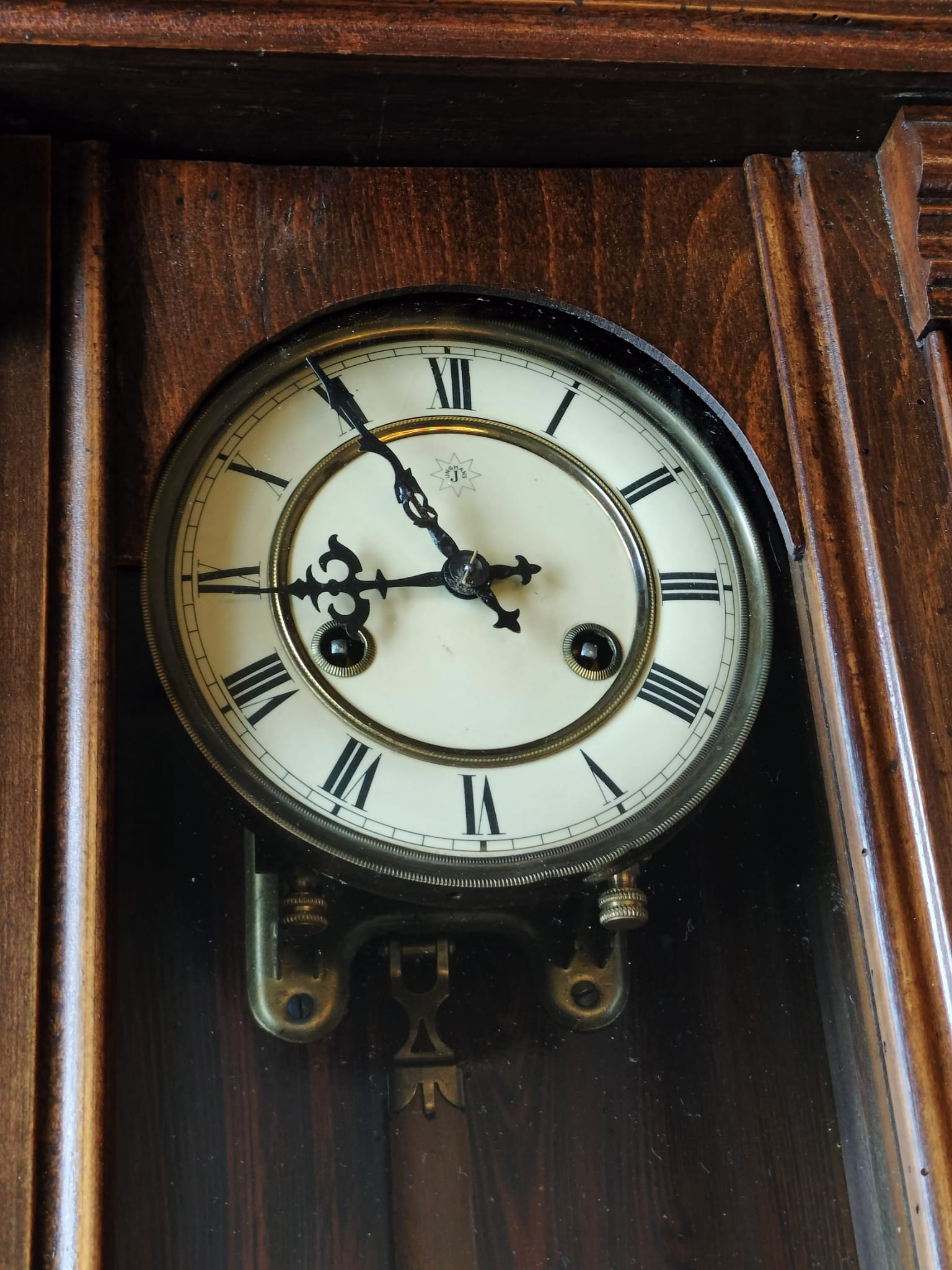
Pendola da parete Junghans

La ditta viene fondata il 15 aprile 1861 da Erhard Junghans (1823-1870) e Jakob Zeller-Tobler a Schramberg. L'orologeria si espande con grande rapidità e nel 1903 diventa l'azienda orologiera più grande del mondo, impiegando all'incirca 3.000 persone e producendo ben 3 milioni di orologi all'anno.

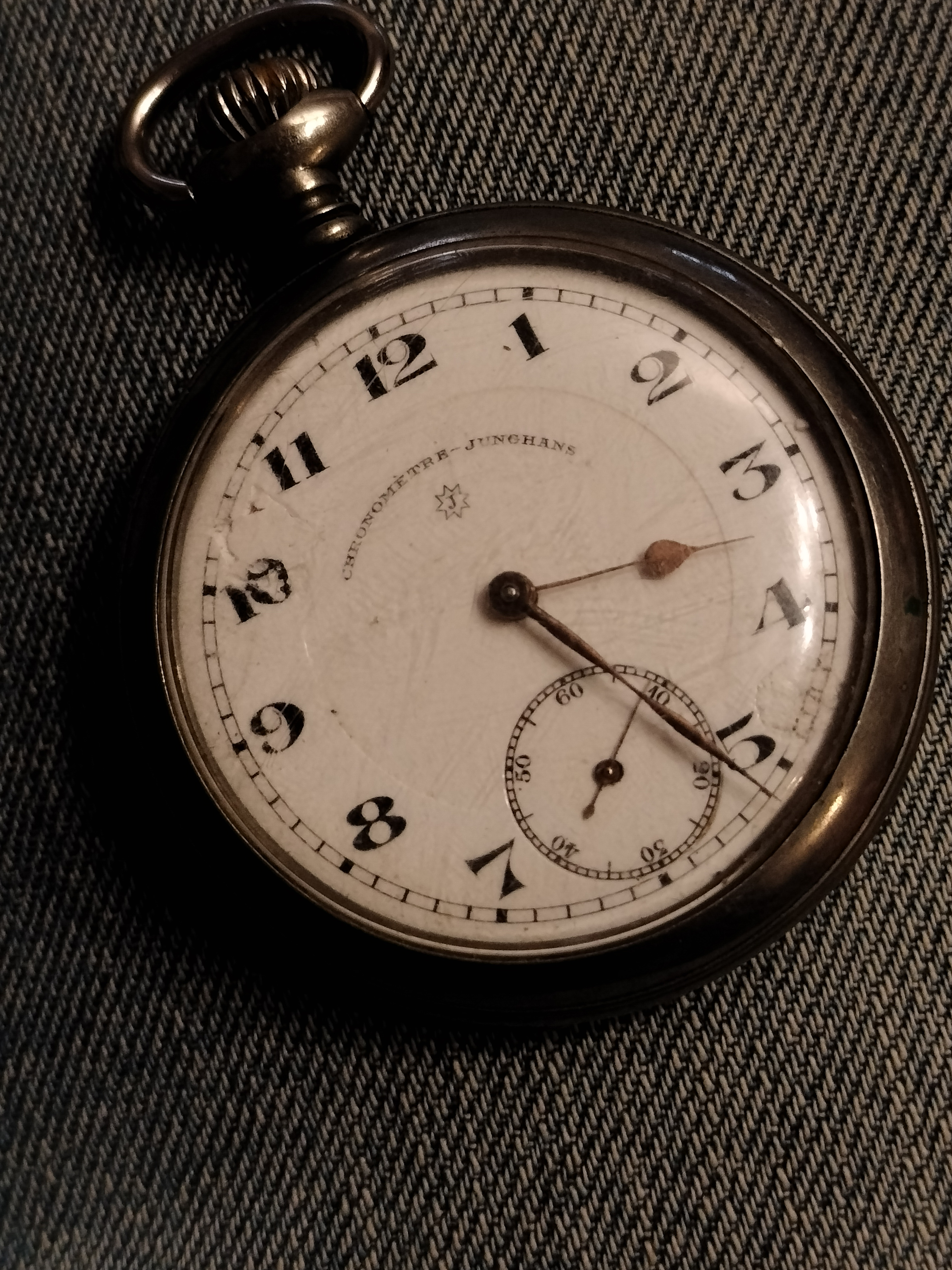
Junghans da tasca certificato Cronometro, circa anni '20

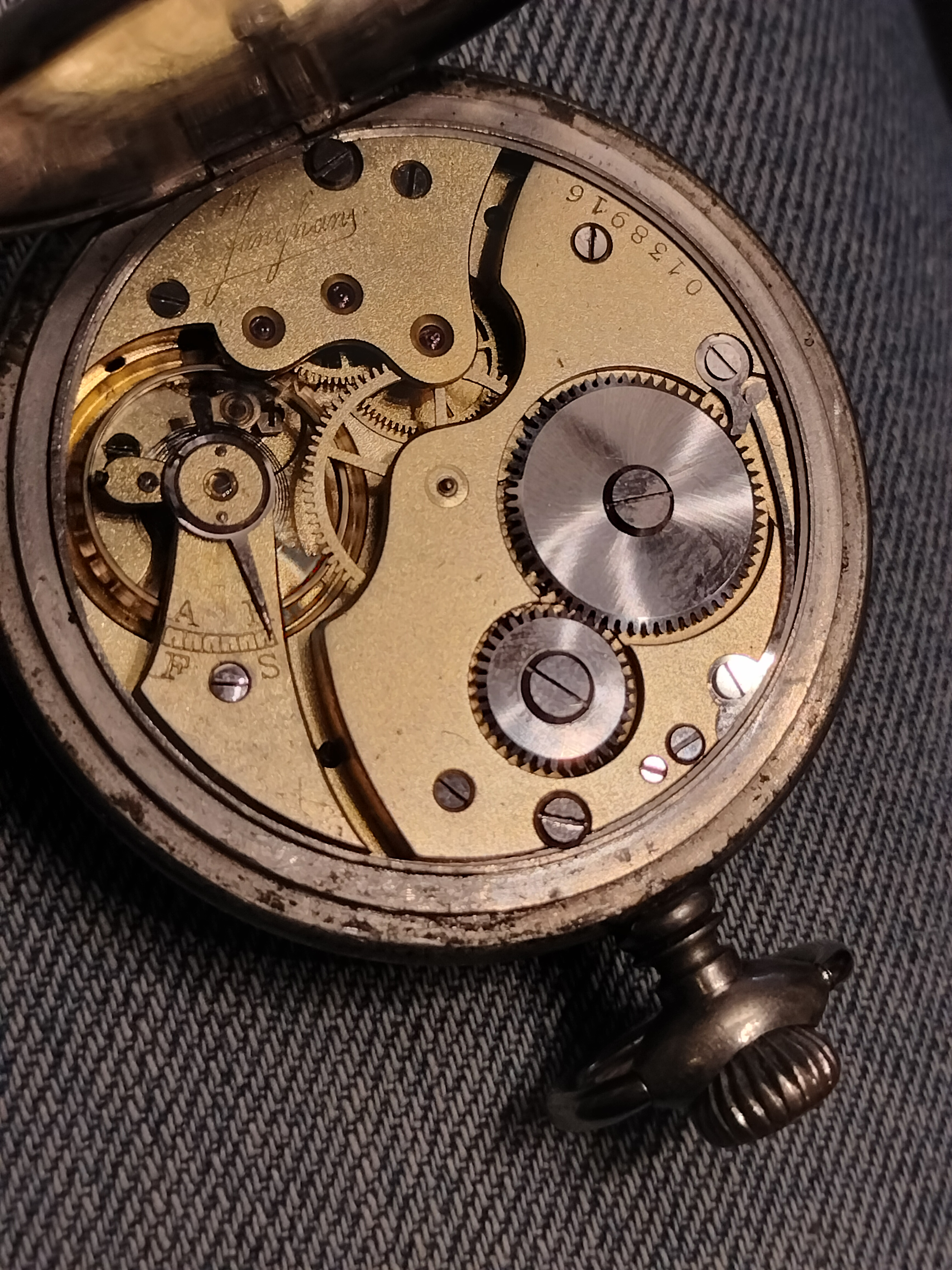
Calibro Junghans J13, metà anni '20

Nel 1936 Junghans realizza il suo primo movimento completamente in-house: si tratta del calibro J80. Tuttavia ancor prima del 1936 si trovano movimenti realizzati da Junghans, quasi esclusivamente movimenti che venivano incassati in orologi da tasca. Un altro movimento molto importante per l'azienda è il 620, che, realizzato in numerose varianti a partire dagli anni Sessanta, ha fatto le fortune di Junghans. La grande struttura aziendale e la capacità di realizzare movimenti consente all'azienda della Foresta Nera anche di fornire i propri meccanismi ad alcune case orologiere come Bulova, ZentRa, Alpina, Diehl e altre.

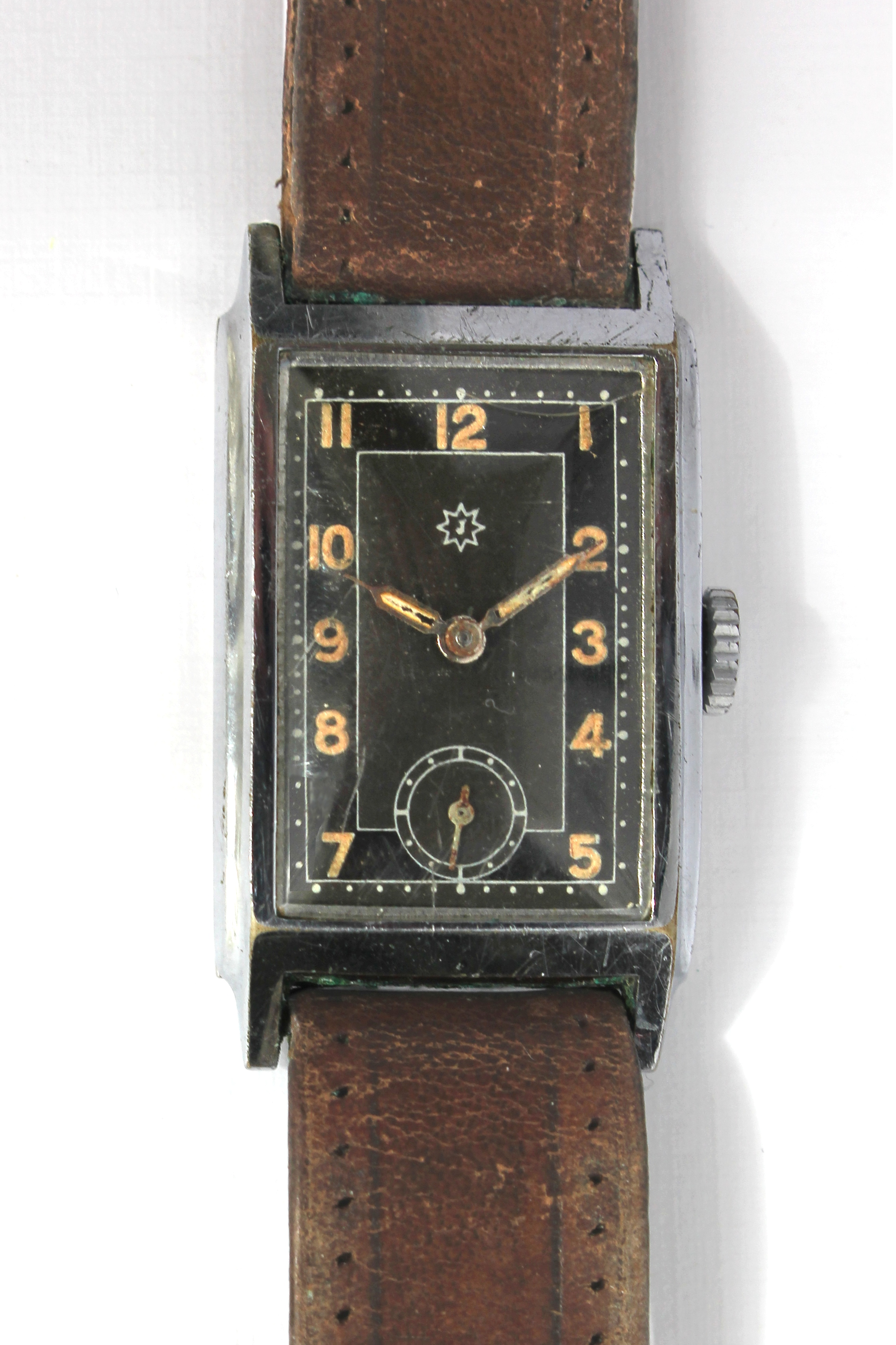
Junghans a carica manuale con cassa di forma, anni Cinquanta

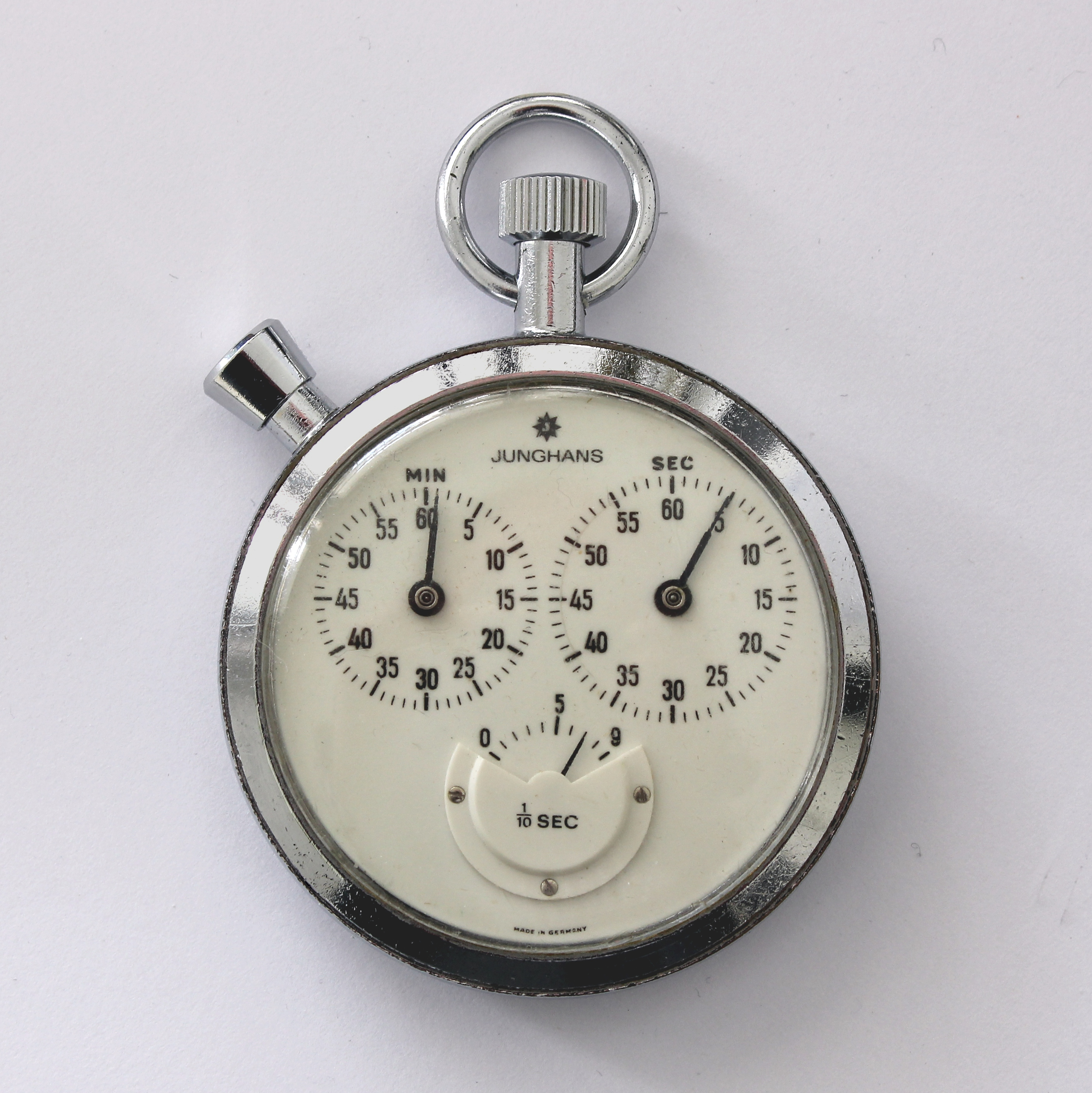
Junghans Stopwatch, anni Sessanta

Nel 1961 l'azienda celebrò il centenario dalla sua fondazione. Dopo cent'anni di attività la Maison produce molti movimenti in-house, sia per orologi da polso (da donna e da uomo), sia per orologi da parete e da tavolo.

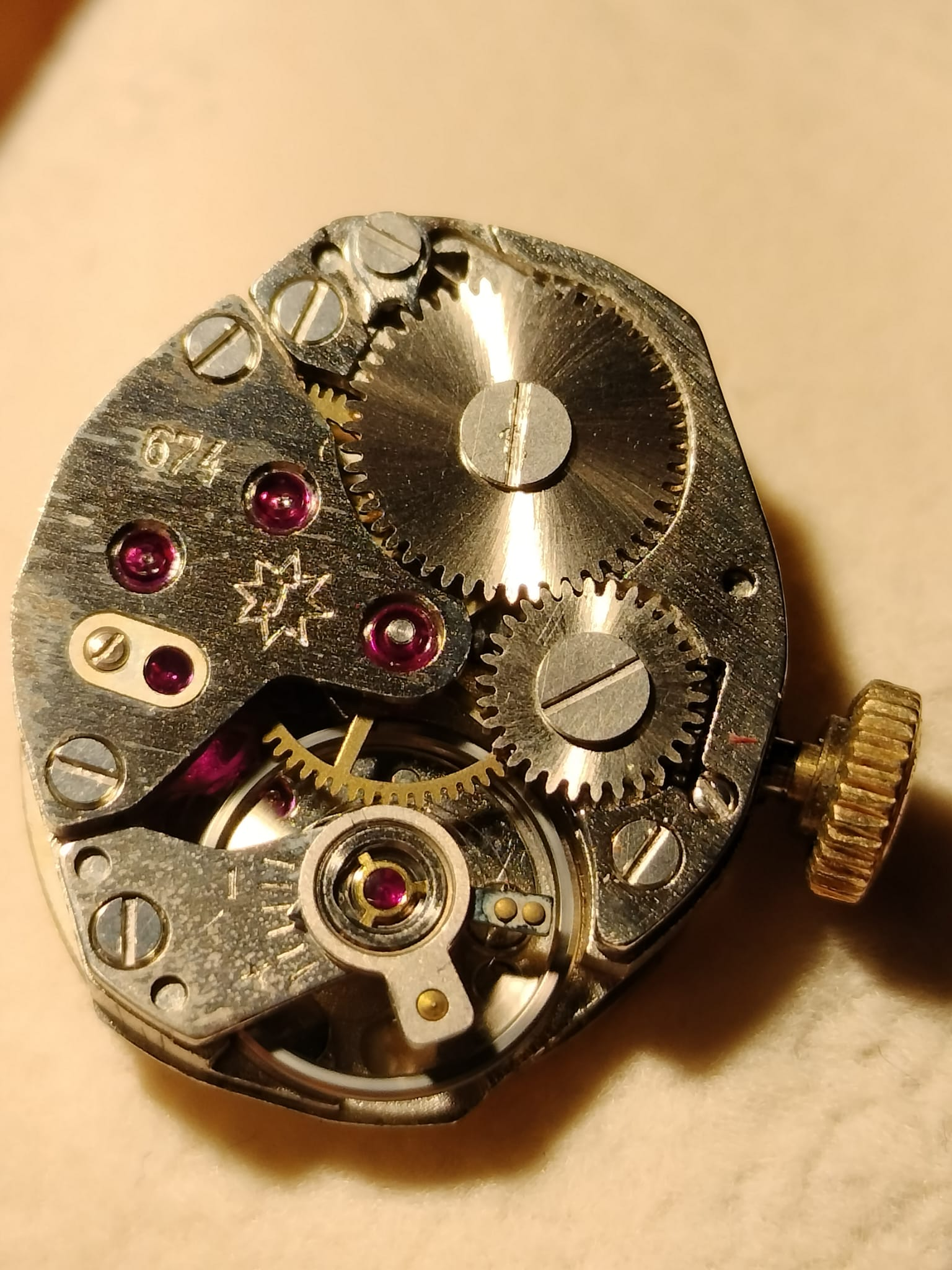
Calibro Junghans 674, circa metà anni Sessanta

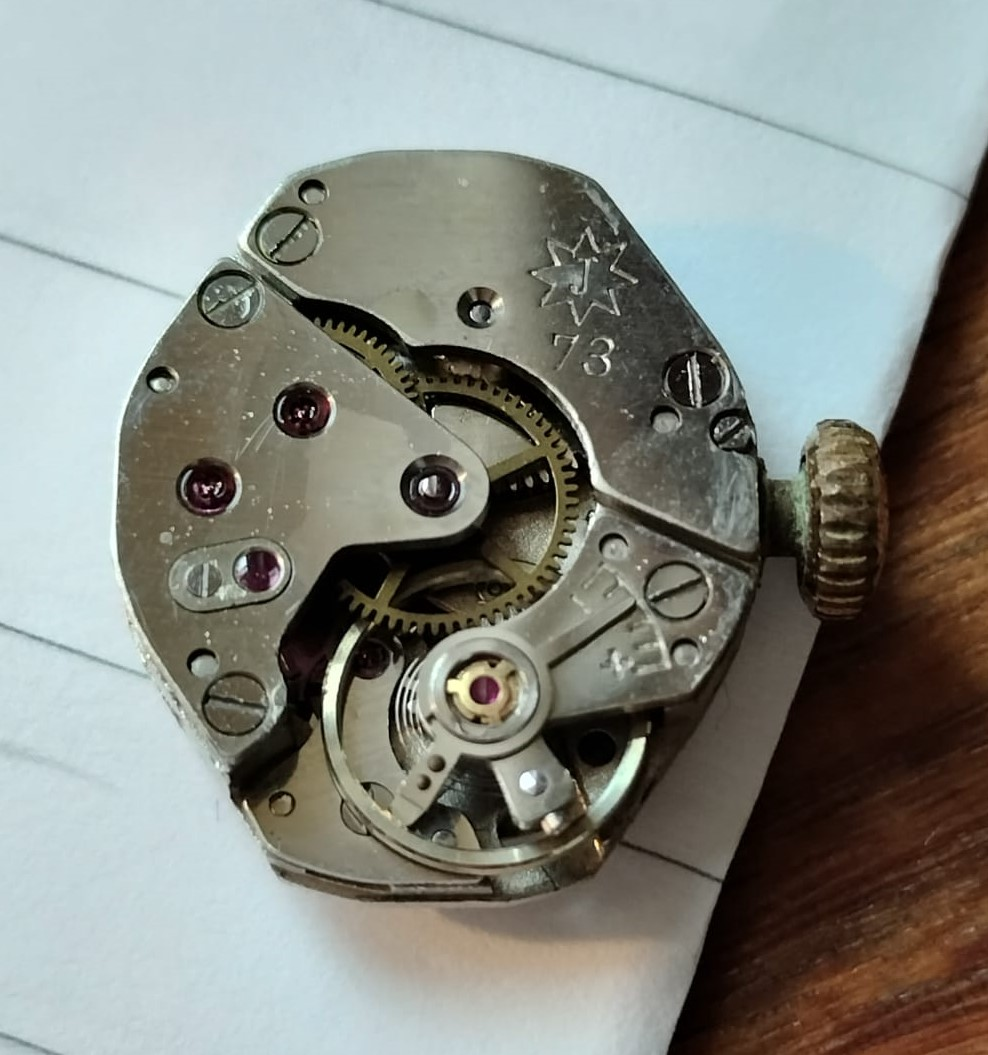
Calibro Junghans 73, circa metà anni Sessanta

A fine anni Sessanta l'azienda produce i suoi primi movimenti elettromeccanici, in cui è l'impulso di una batteria a dare lo stimolo al bilanciere. Gli orologi che montavano questi movimenti erano chiamati Ato-Chron. 

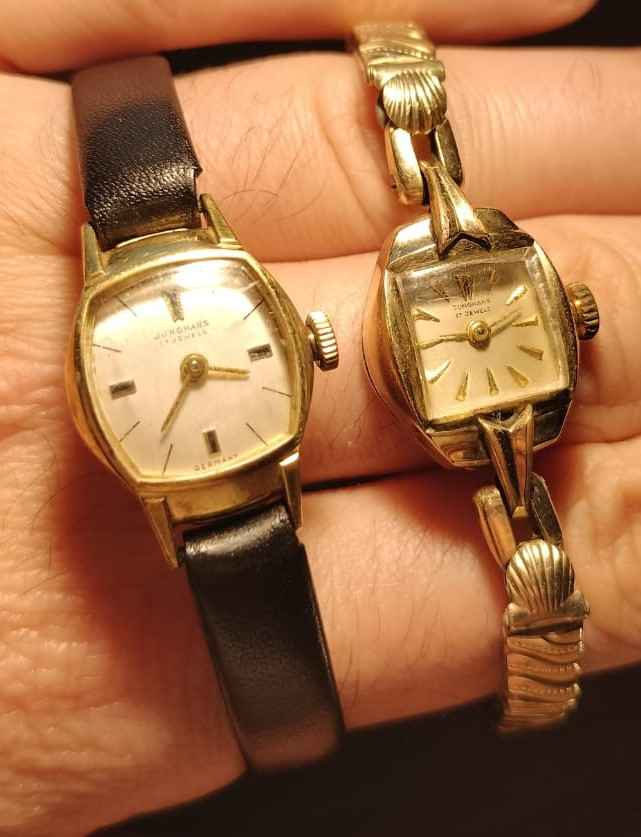
Junghans da donna, circa metà anni '60

Tra i suoi collaboratori ebbe un ruolo di primo piano Max Bill, che disegnò per Junghans molti modelli di successo. Uno dei suoi lavori più noti è stato l'orologio da parete degli anni cinquanta che è conservato al Museum of Modern Art. Bill disegnò altri orologi meccanici da polso e i suoi modelli furono adottati ufficialmente per i giochi delle olimpiadi di Monaco del 1972. Tutt'oggi viene prodotto un segnatempo da polso e da parete chiamato proprio Max Bill, in onore del suo creatore.

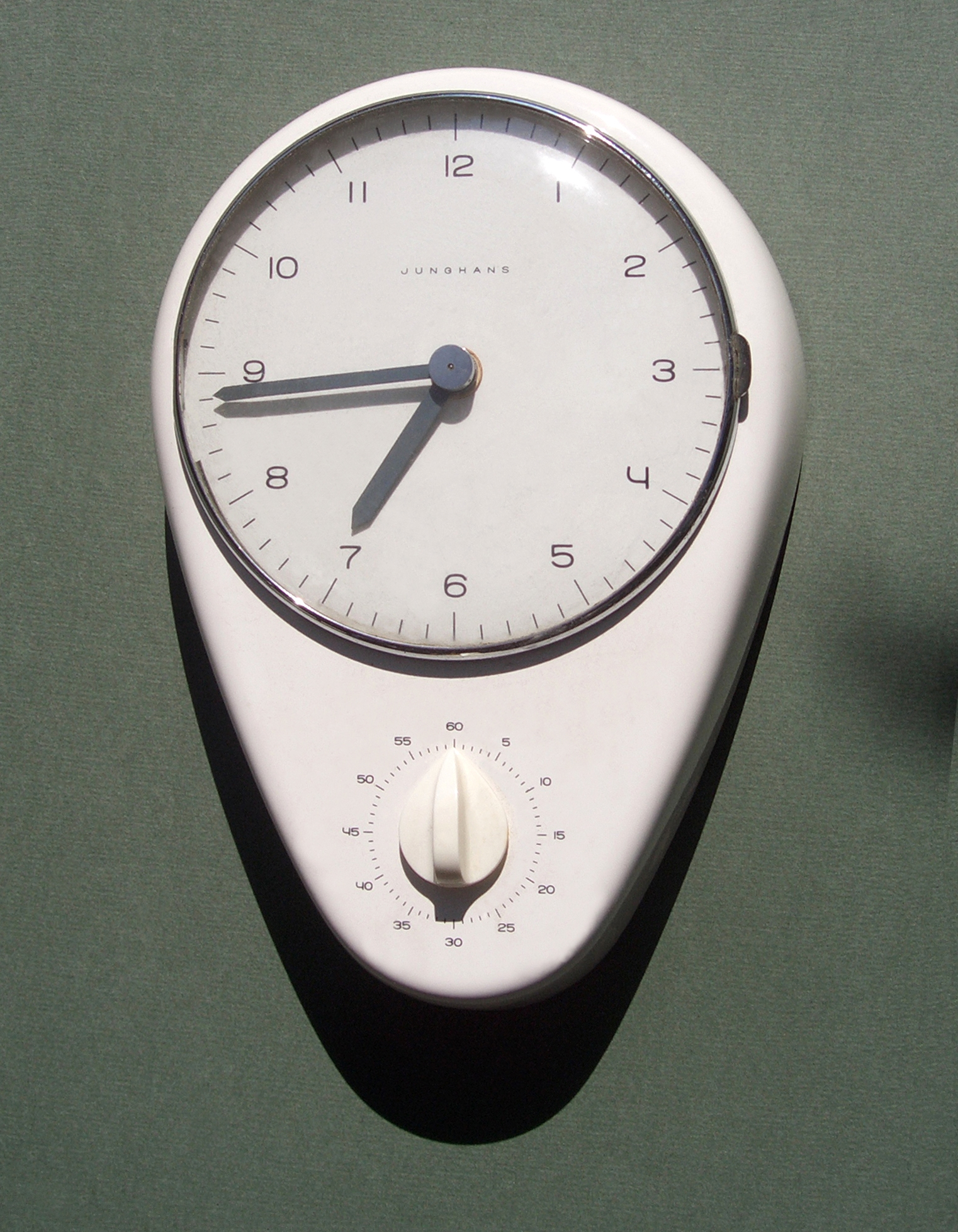
Orologio da cucina con timer disegnato da Max Bill.

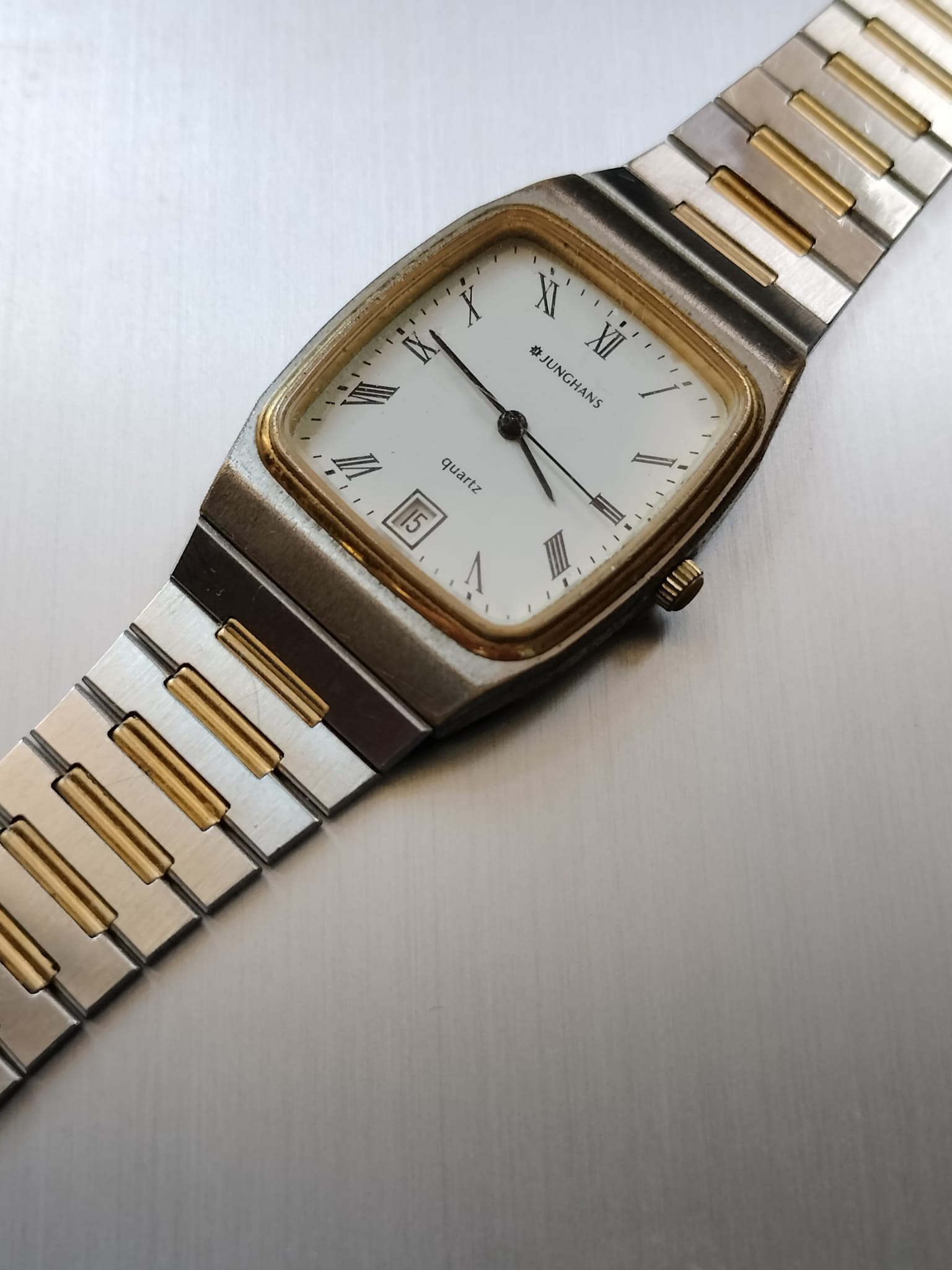
Junghans ref. 41, metà anni Ottanta

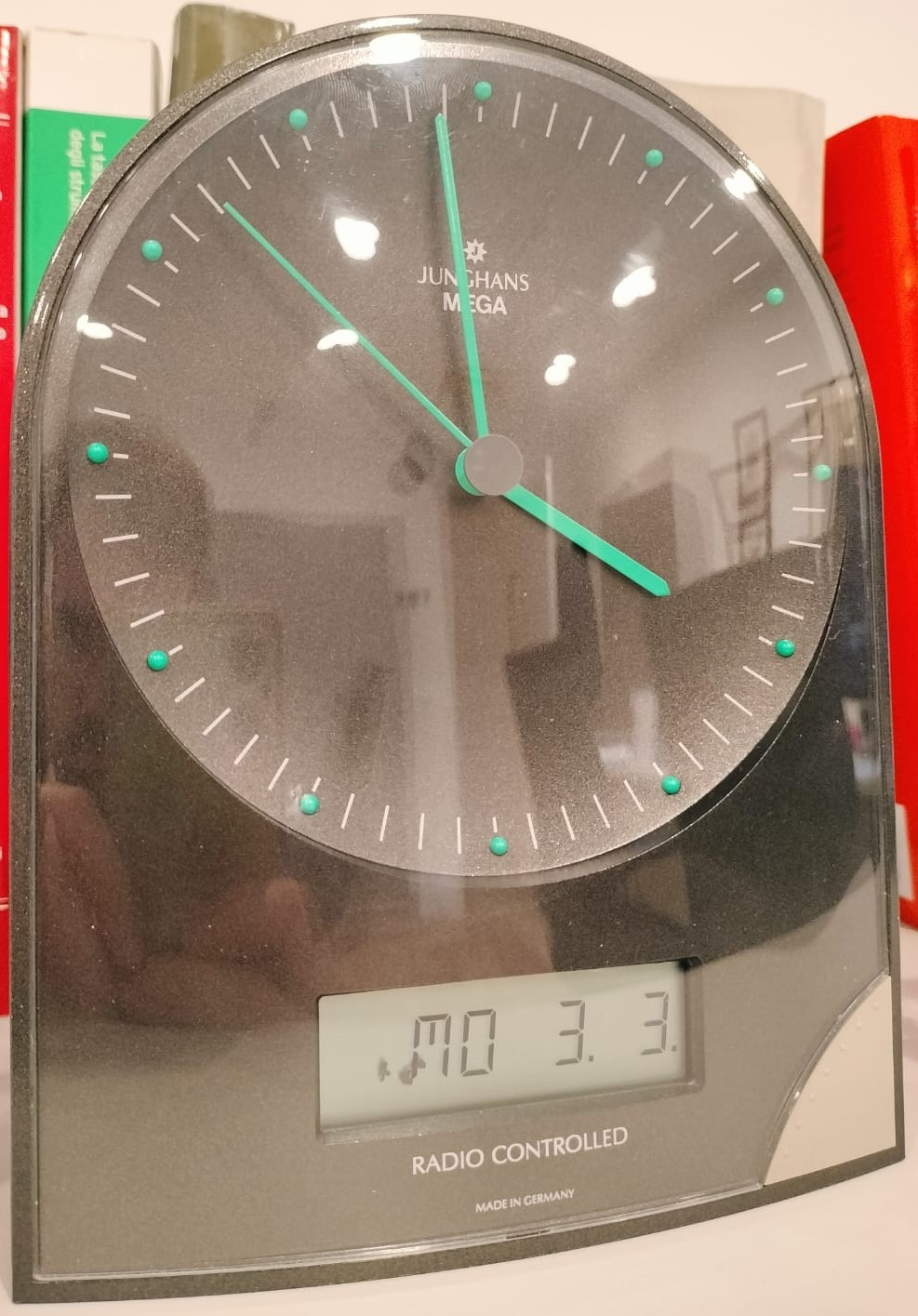
Junghans Mega radiocontrollato da tavolo, primi anni Novanta

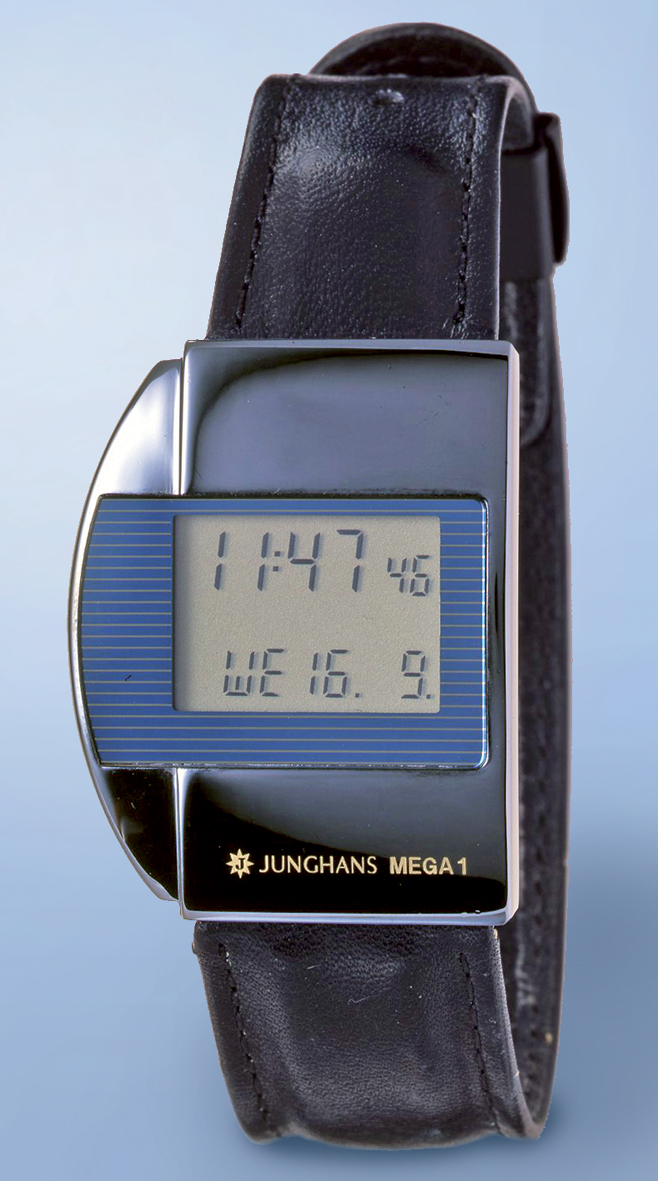
Junghans Mega 1, primi anni Novanta

Nel 1990 è stato realizzato il Mega 1, il primo orologio radiocontrollato della storia, molte delle cui versioni proponevano anche display a cristalli liquidi. 
La ditta ha collaborato per alcuni suoi orologi anche con la giapponese Seiko.
La sua attività si è differenziata nel seconda metà del XX secolo in due società indipendenti, una che ha proseguito l'attività storica con gli orologi, ed una che è entrata nel campo delle tecnologie per la difesa.
Nel 2021, per celebrare i 160 anni dalla fondazione, è stato realizzato in edizione limitata il Meister Signatur Handaufzug Edition 160, con all'interno lo storico calibro 620, integralmente restaurato.
Oggi l'azienda per i suoi orologi utilizza movimenti di fornitura svizzera (Sellita).

### Fabbrica Junghans in Italia
Nel 1877 i fratelli Herion fondarono sulla Giudecca la loro fabbrica italiana d'orologi e nel 1903 Arthur Junghans la rilevò. Negli anni venti lo stabilimento veneziano produceva 1500 orologi al giorno e durante la seconda guerra mondiale si convertì nella produzione di spolette per ordigni militari.